# Confédération générale autonome des travailleurs de Panama
La Confederación General Autónoma de Trabajadores de Panamá (CGTP - Confédération générale autonome des travailleurs de Panama) est une confédération syndicale du Panama, affiliée à la Confédération syndicale internationale, à la Confédération syndicale des travailleurs et travailleuses des Amériques et à la Confédération centraméricaine des travailleurs.